# Nierumai (sockenhuvudort i Kina, Tibet Autonomous Region, lat 28,72, long 89,94)
Nierumai (kinesiska: 涅如麦, 涅如麦乡) är en sockenhuvudort i Kina. Den ligger i den autonoma regionen Tibet, i den sydvästra delen av landet, omkring 160 kilometer sydväst om regionhuvudstaden Lhasa. Antalet invånare är 1 658. Befolkningen består av 812 kvinnor och 846 män. Barn under 15 år utgör 27,0 %, vuxna 15-64 år 68 %, och äldre över 65 år 3,0 %.
Runt Nierumai är det mycket glesbefolkat, med 3 invånare per kvadratkilometer. Närmaste större samhälle är Ralung, 15,7 km nordost om Nierumai. Trakten runt Nierumai består i huvudsak av gräsmarker.
Genomsnittlig årsnederbörd är 686 millimeter. Den regnigaste månaden är juli, med i genomsnitt 176 mm nederbörd, och den torraste är december, med 6 mm nederbörd.